# 10. Fallschirmjäger-Division
Pour les articles homonymes, voir 10e division.
La 10. Fallschirmjäger-Division (10e division parachutiste) est une des divisions de parachutistes (Fallschirmjäger) de l'armée allemande (Wehrmacht) dans la Luftwaffe durant la Seconde Guerre mondiale.

## Historique
La division est formée par ordonnance le 24 septembre 1944, mais la formation a été annulée le 15 octobre 1944. Le nouveau Fallschirm-Luftnachrichten-Abteilung est transféré à l'Armée de Terre (Heer) le 2 janvier 1945.
La division est réformée dans la région de Graz le 1er mars 1945. La division est formée à partir de nombreuses unités différentes. Chaque Fallschirm-Jäger-Regiment et chaque Artillerie-Regiment de la 1. et de la 4. Fallschirmjäger-Division en Italie ont renoncé à un bataillon en faveur de la nouvelle division. Ces bataillons sont tous arrivés à Graz le 8 avril 1945, nécessitant 9 trains.
Les unités suivantes ont été sollicitées pour fournir des troupes pour les nouvelles 10. et 11. Fallschirmjäger-Divisionen : 4 000 hommes des Luftkriegsschulen 4, 7, 10 et 11. (cependant, le LKS 7 est resté à Tulln), 1 200 hommes des Flugzeugführerschulen A5, A14, A23, A25 et A115, 2 400 hommes du JG 101, Les armes lourdes de la 715. Infanterie-Division, 4 000 hommes devaient provenir de la 14. Waffen-Grenadier-Division der SS Galizien, mais cela a été annulé.
Le 17 avril 1945, la division compte un effectif de 10 700 hommes.
Les unités ont été réparties entre Graz et la région militaire Luftgau XI. Elle sert alors sous les ordres du  XXIV. AK/Pz.AOK.1  en mai 1945 avec des éléments en réserve sous les ordres du PzAOK.6. 
Les unités principales de la division se rendent aux russes à Iglau.

## Commandement
| Début        | Fin        | Grade           | Nom                     |
| ------------ | ---------- | --------------- | ----------------------- |
| 10 mars 1945 | Avril 1945 | Generalleutnant | Gustav Wilke (en)       |
| Avril 1945   | 7 mai 1945 | Oberst          | Karl-Heinz von Hoffmann |

## Chef d'état-major
| Début     | Fin      | Grade | Nom            |
| --------- | -------- | ----- | -------------- |
| Mars 1945 | Mai 1945 | Major | Fritz Knobloch |

## Composition
Avril 1945
- Fallschirm-Jäger-Regiment 28
- Fallschirm-Jäger-Regiment 29
- Fallschirm-Jäger-Regiment 30
- Fallschirm-Panzer-Jäger-Abteilung 10
- Fallschirm-Artillerie-Regiment 10
- Fallschirm-Pionier-Bataillon 10
- Fallschirm-Luftnachrichten-Abteilung 10
- Fallschirm-Sanitäts-Abteilung 10
- Kommandeur der Fallschirm-Jäger-Division Nachschubtruppen 10